# Mercado dos Lavradores
Le Mercado dos Lavradores (marché des agriculteurs / fermiers, en français), est un bâtiment historique et un marché de fruits, de légumes, de fleurs et de poissons situé dans le centre-ville de Funchal, à Madère.
Le bâtiment est classé et c’est une attraction touristique majeure de l’île.

## Histoire

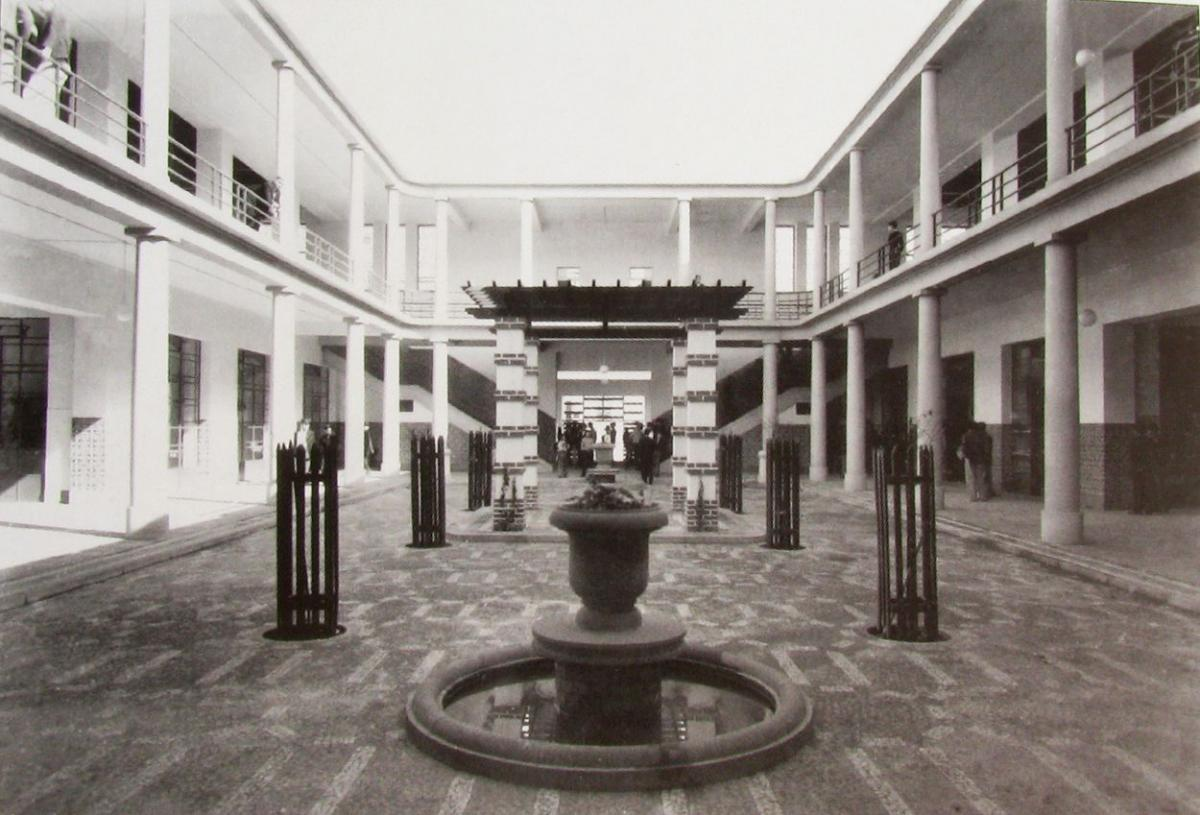
Cour le jour de l’ouverture en 1940

Le marché fermier a été inauguré le 25 novembre 1940.
C'est une halle construite entre 1939 et 1940.
Le projet architectural a été conçu par Edmundo Tavares et c’est aussi l’un des ouvrages de référence de la période de l’administration municipale de Fernão de Ornelas.

## Caractéristiques

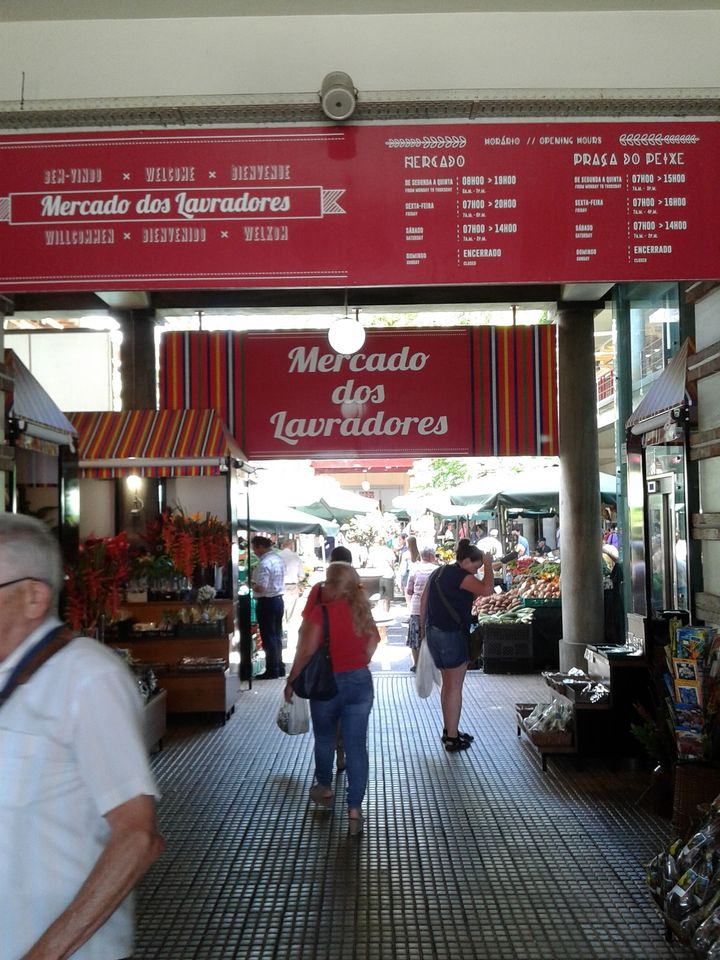

C’est un bâtiment qui préserve l’architecture traditionnelle de l’Estado Novo, dans un style qui oscille entre l’Art déco des années 1930 et le modernisme.
Le marché a une surface couverte de 9 600 m², où se trouvent 122 étals.
La façade, l’entrée principale et le marché contiennent des azulejos traditionnels représentant des thèmes régionaux, exécutés par João Rodrigues (supports produits à l’ancienne usine de céramique "Faiança Battistini" de Funchal ou usine de céramique de Sacavém selon les sources. Il est divisé en plusieurs places et escaliers plus petits, qui sont utilisés comme lieux de vente.

## Localisation
Le bâtiment est situé dans la partie ouest de la vieille ville de Funchal, la « Zona velha », construite au XVe siècle, et appartient à la Freguesia Santa Maria Maior.
À l’ouest se trouve l’actuel centre-ville de Funchal, où se trouve, entre autres, la cathédrale de Funchal.
À l’origine, le quartier était principalement habité par des pêcheurs et des artisans.

## Folklore
Une autre caractéristique est le costume traditionnel et folklorique de Madère de nombreux vendeurs, plein de couleurs vives.
Dans la nuit du 23 décembre (connue localement sous le nom de "nuit du marché", Noite do Mercado en portugais), il est de tradition que les habitants se réunissent sur le marché et dans les rues environnantes en chantant des chansons de Noël, en dansant et en buvant dans les bars voisins, qui sont ouverts toute la nuit pour servir des boissons traditionnelles et en particulier les traditionnels sandwichs "Carne de vinha d’alhos".

## Galerie

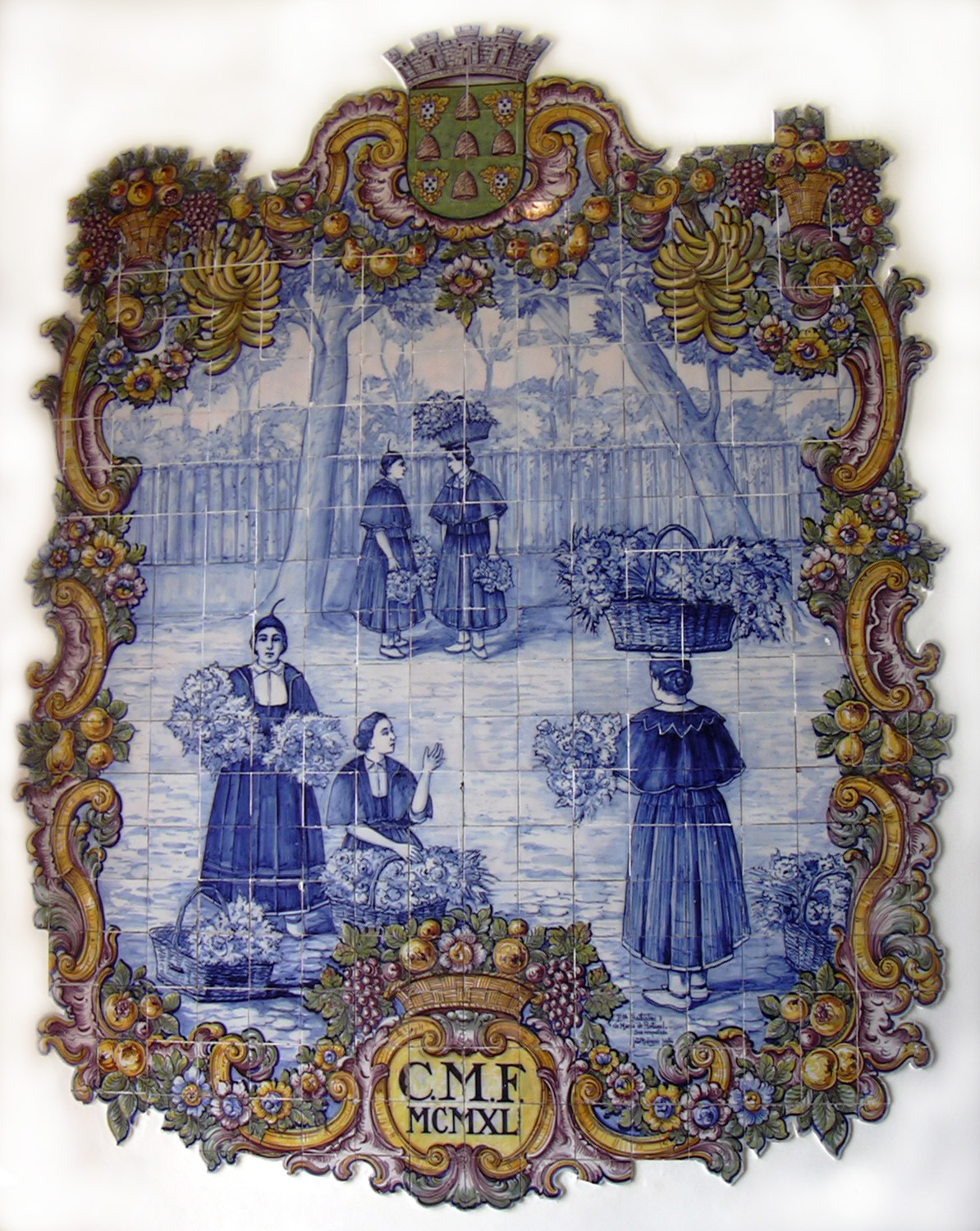
Azulejo à l'intérieur.
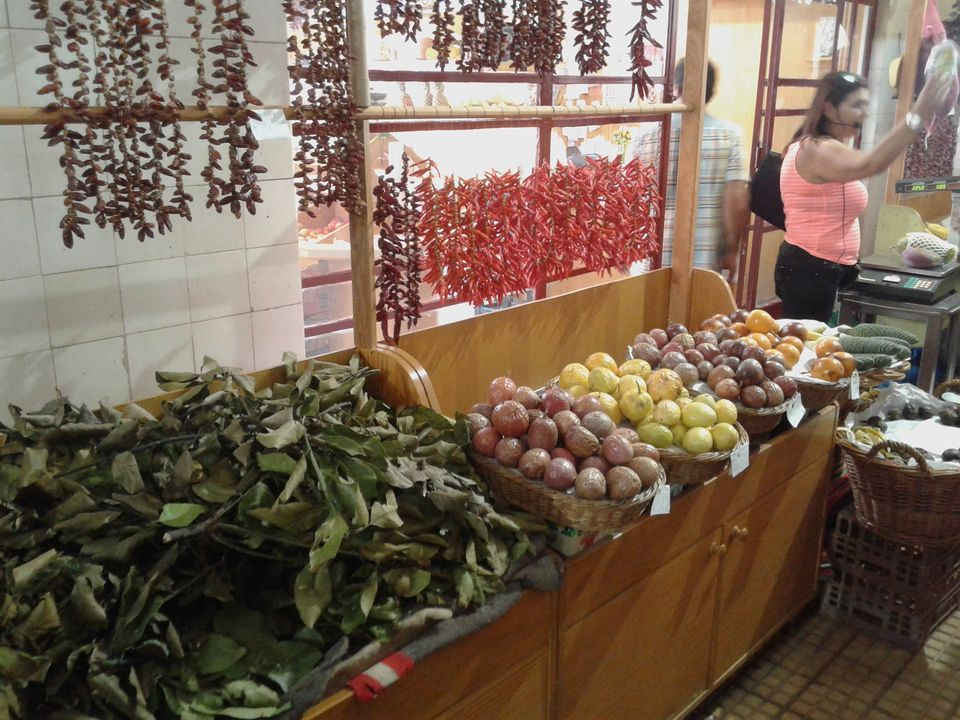
Laurier, fruits de la passion (grenadelles et grenadilles) et piments.
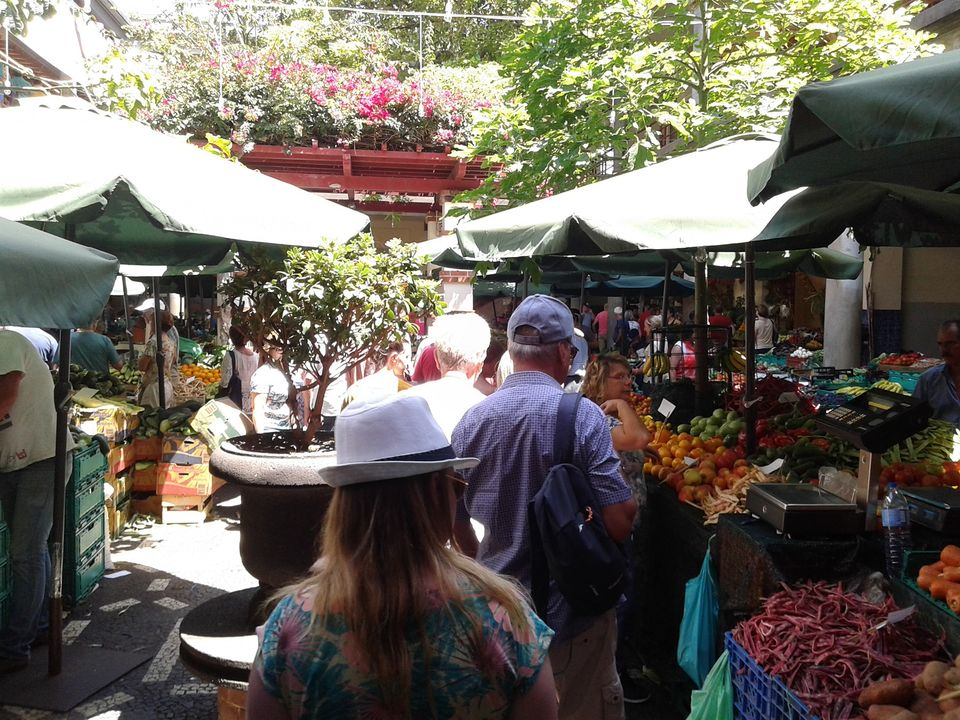
Cour du marché aux fruits
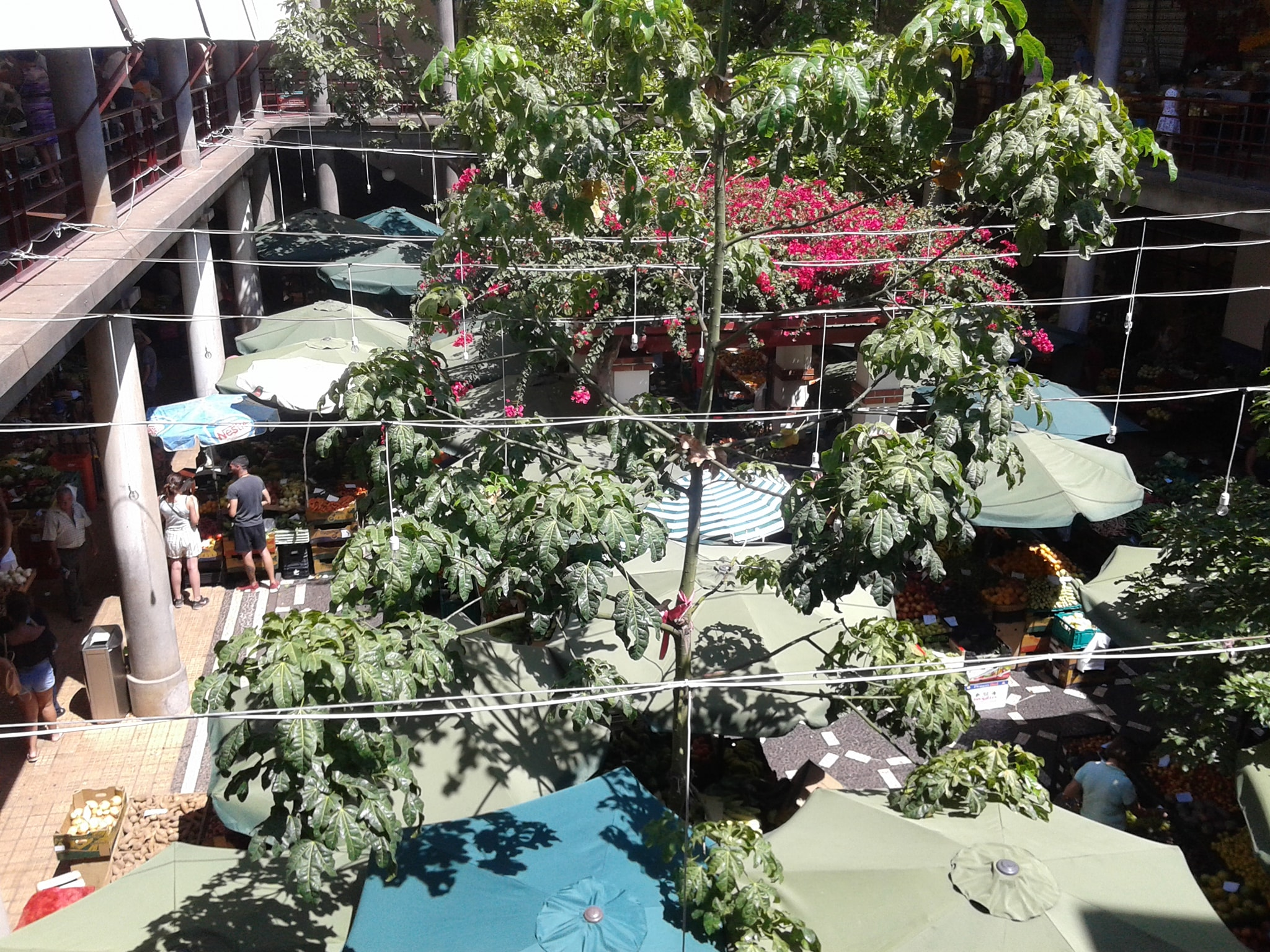
Cour du marché aux fruits
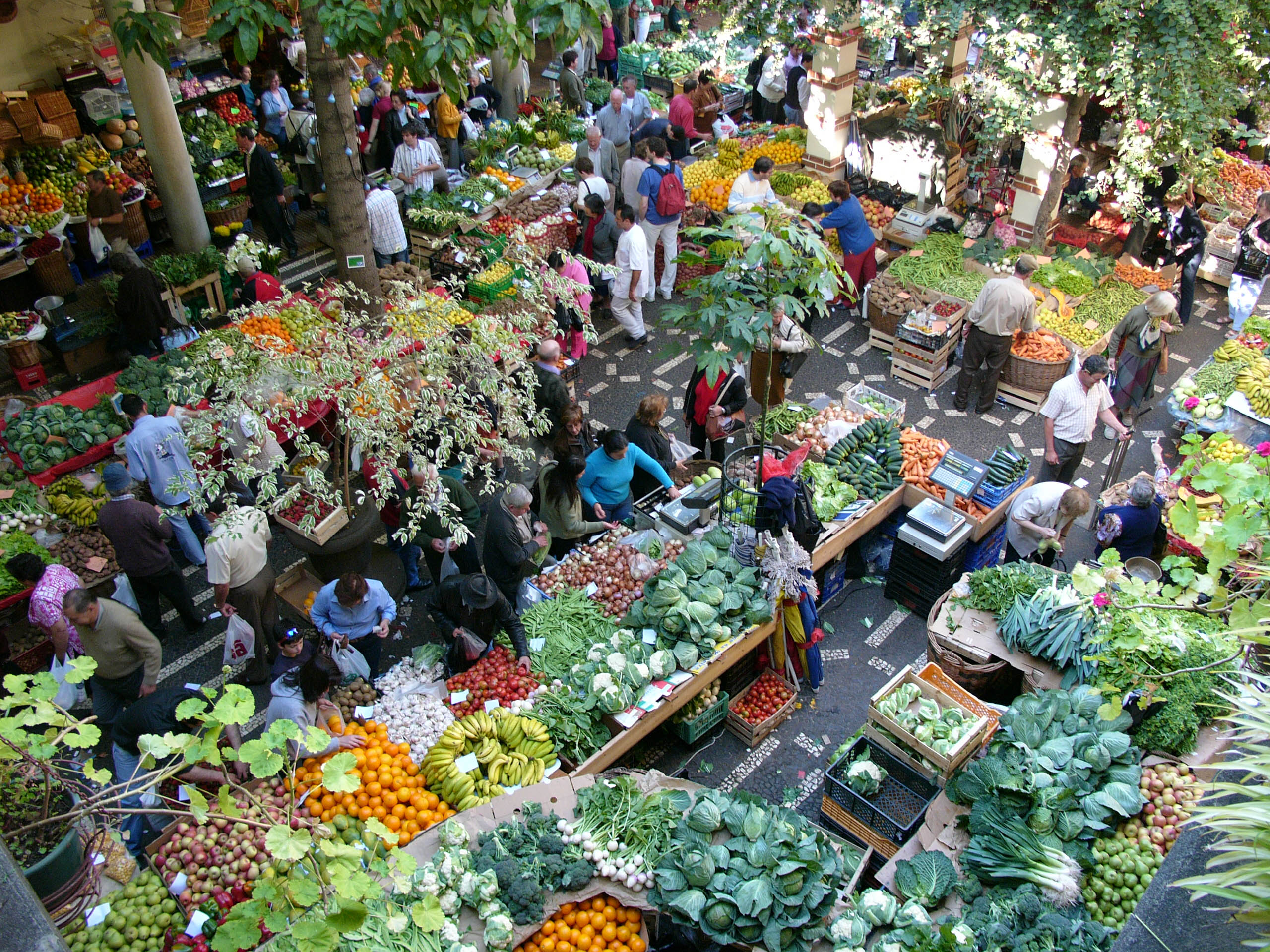
Cour du marché aux fruits
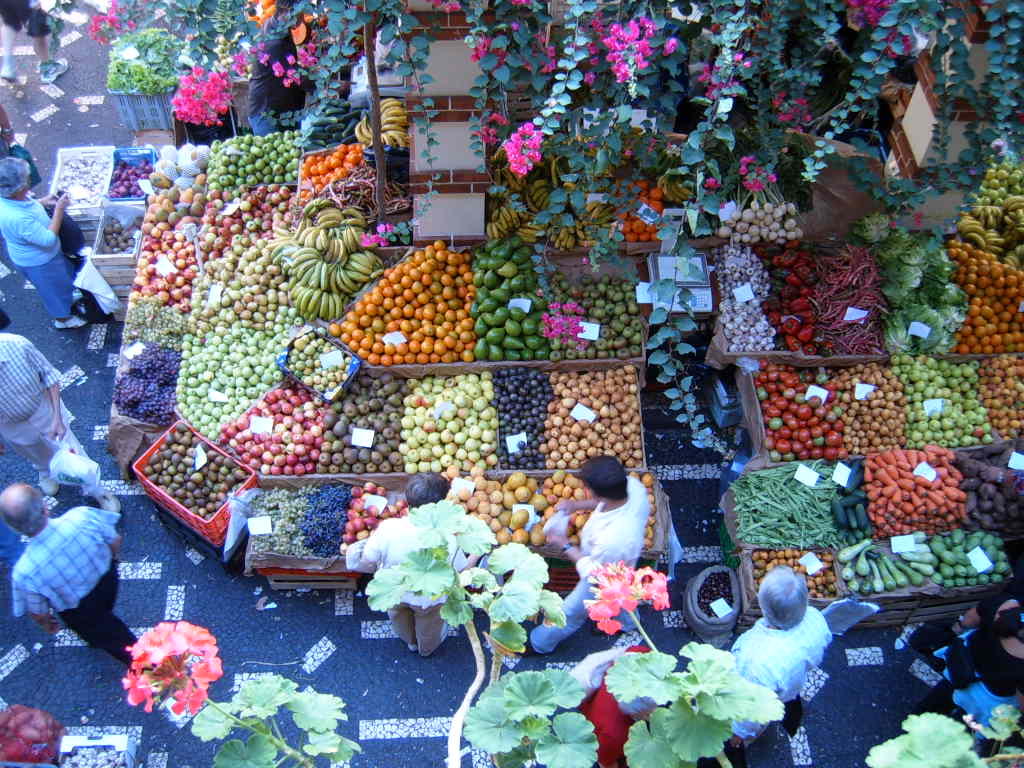
Cour du marché aux fruits
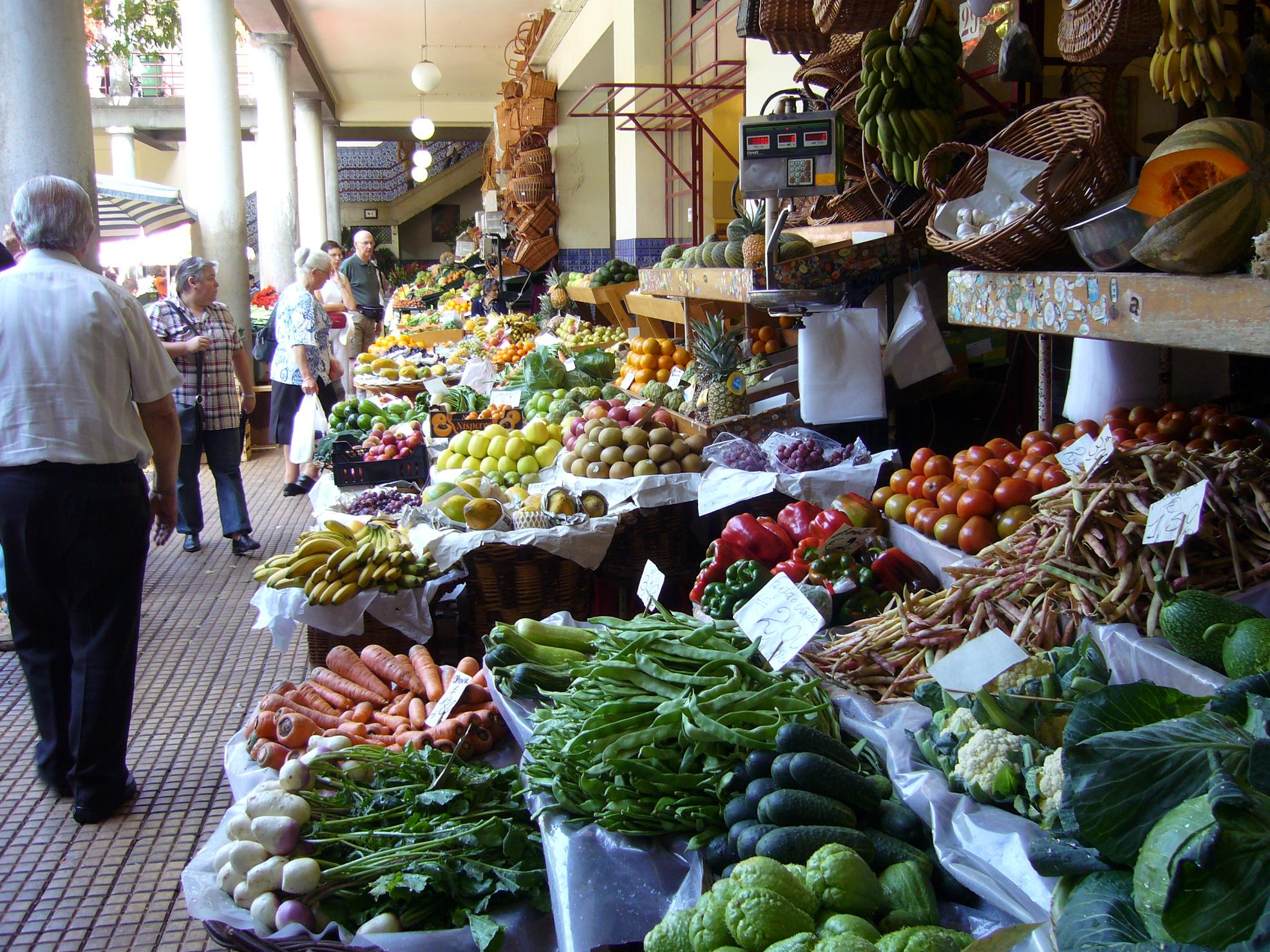
Cour du marché aux fruits
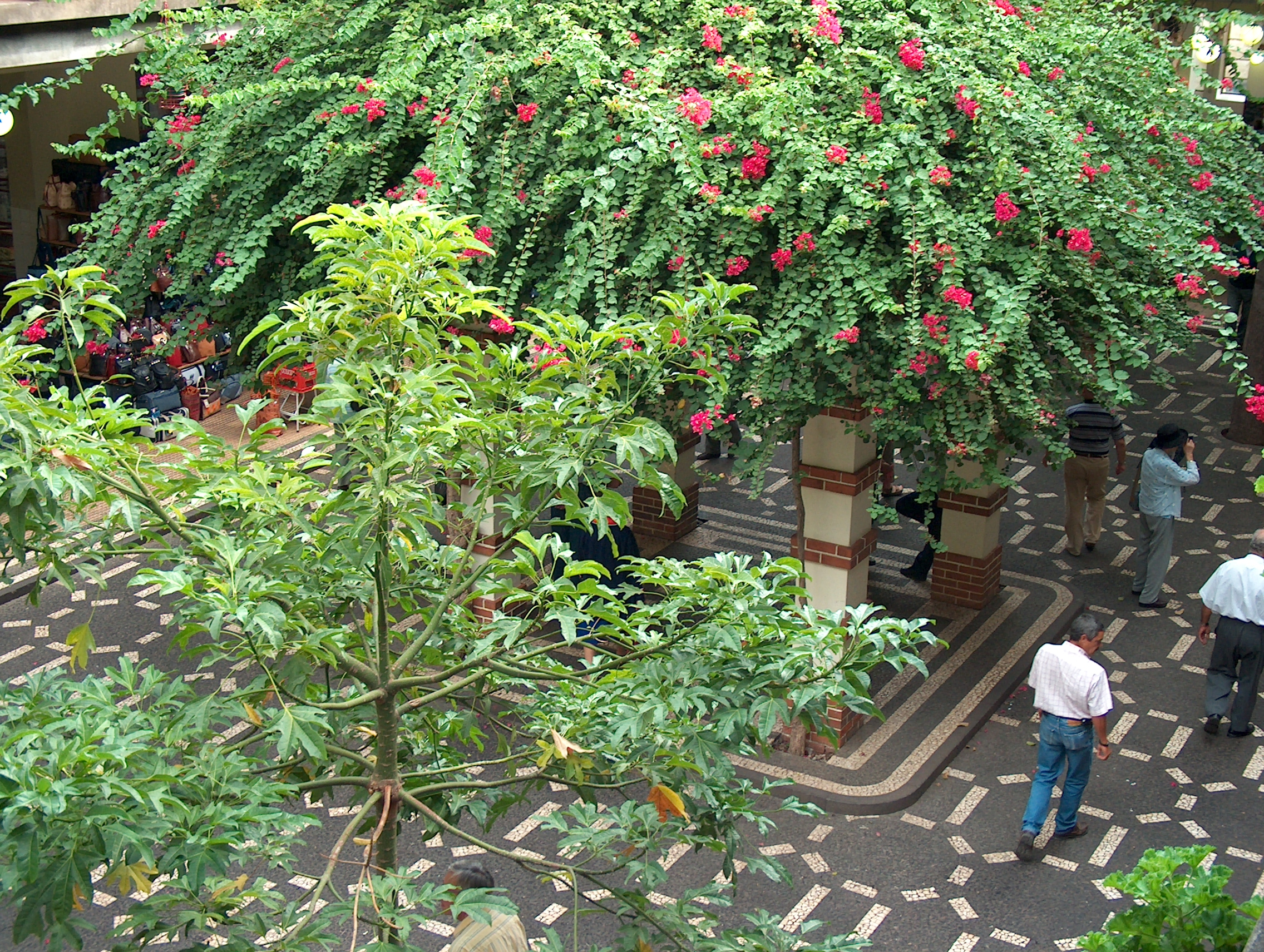
Cour du marché aux fruits
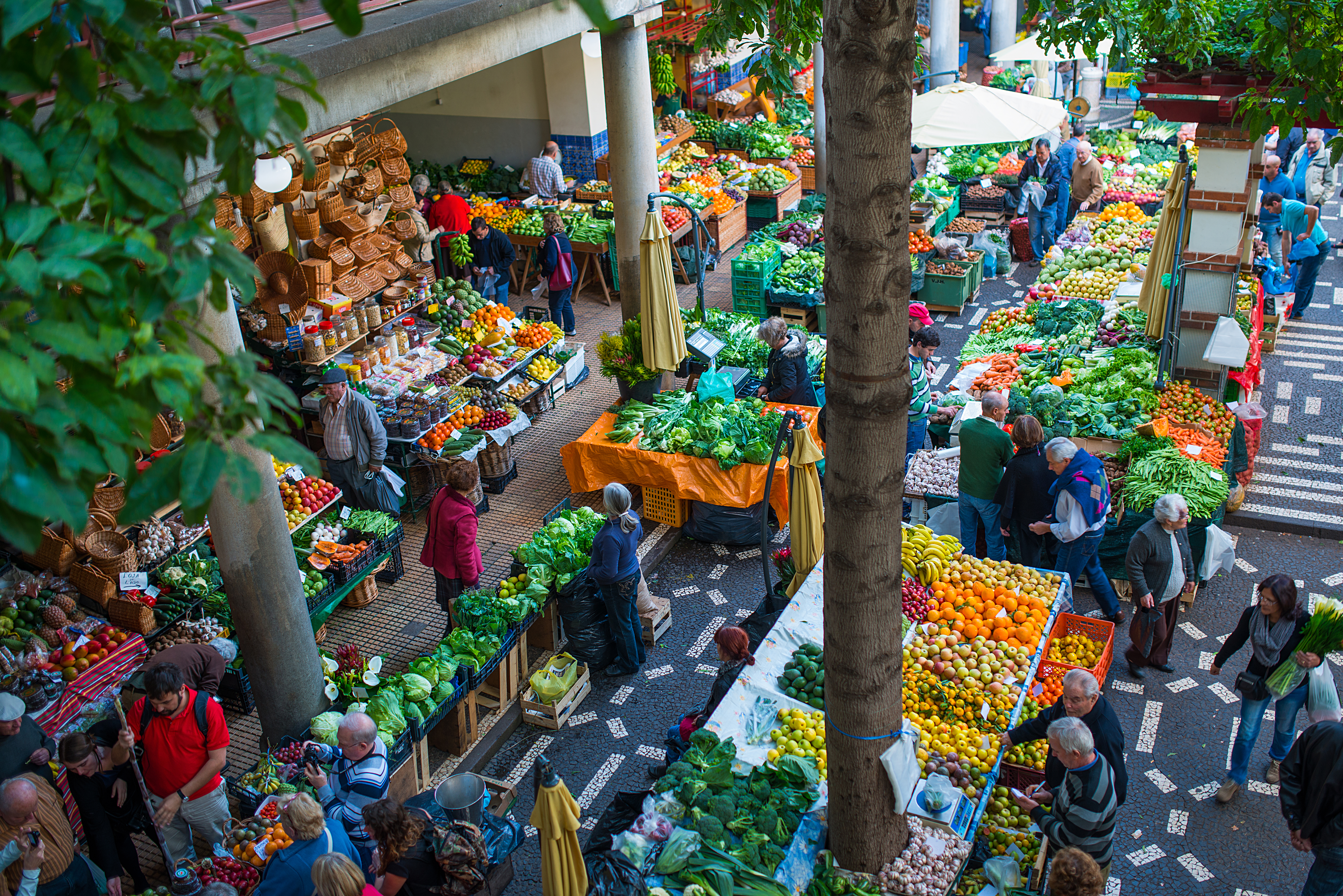
Cour du marché aux fruits
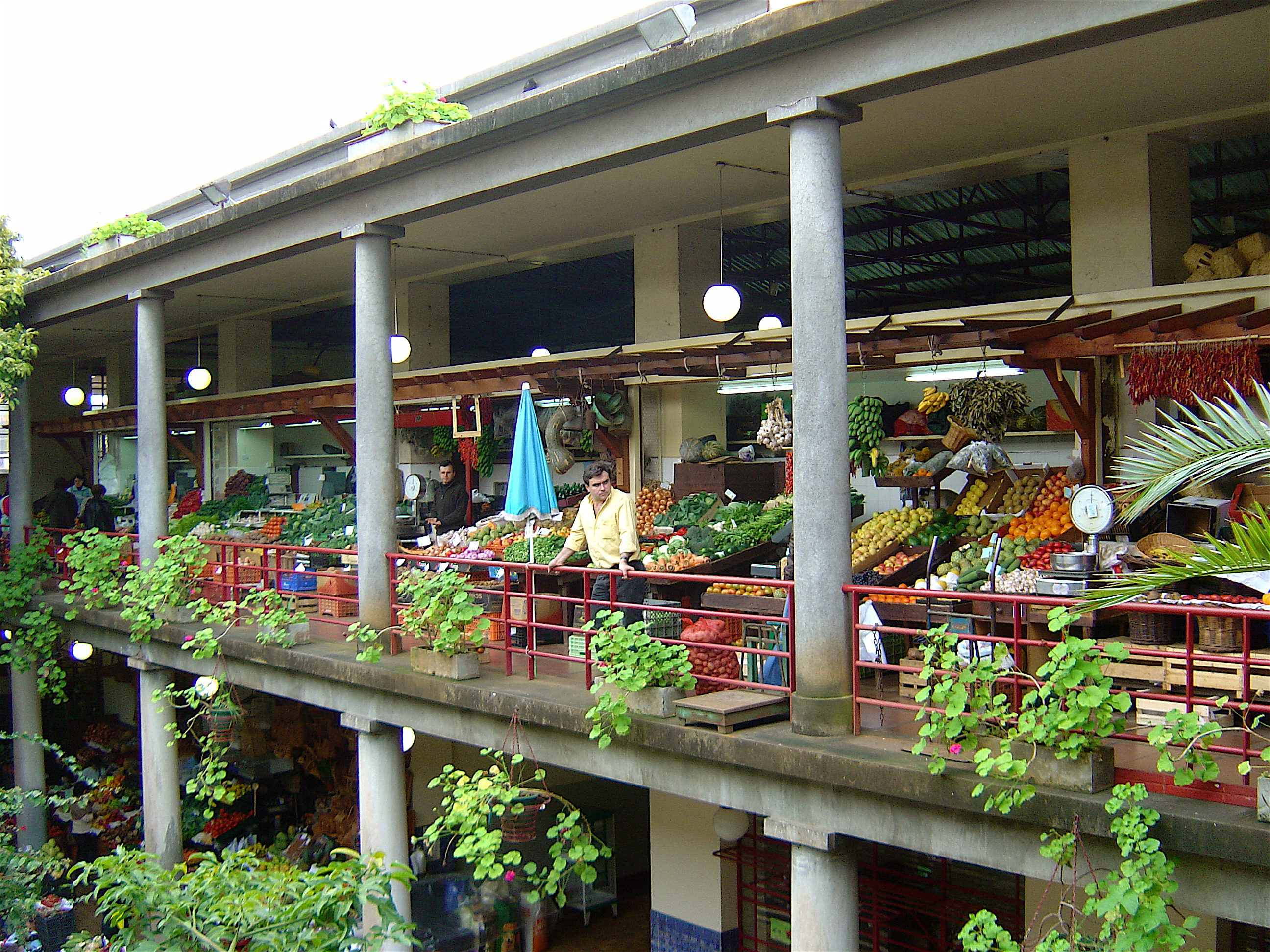
étages
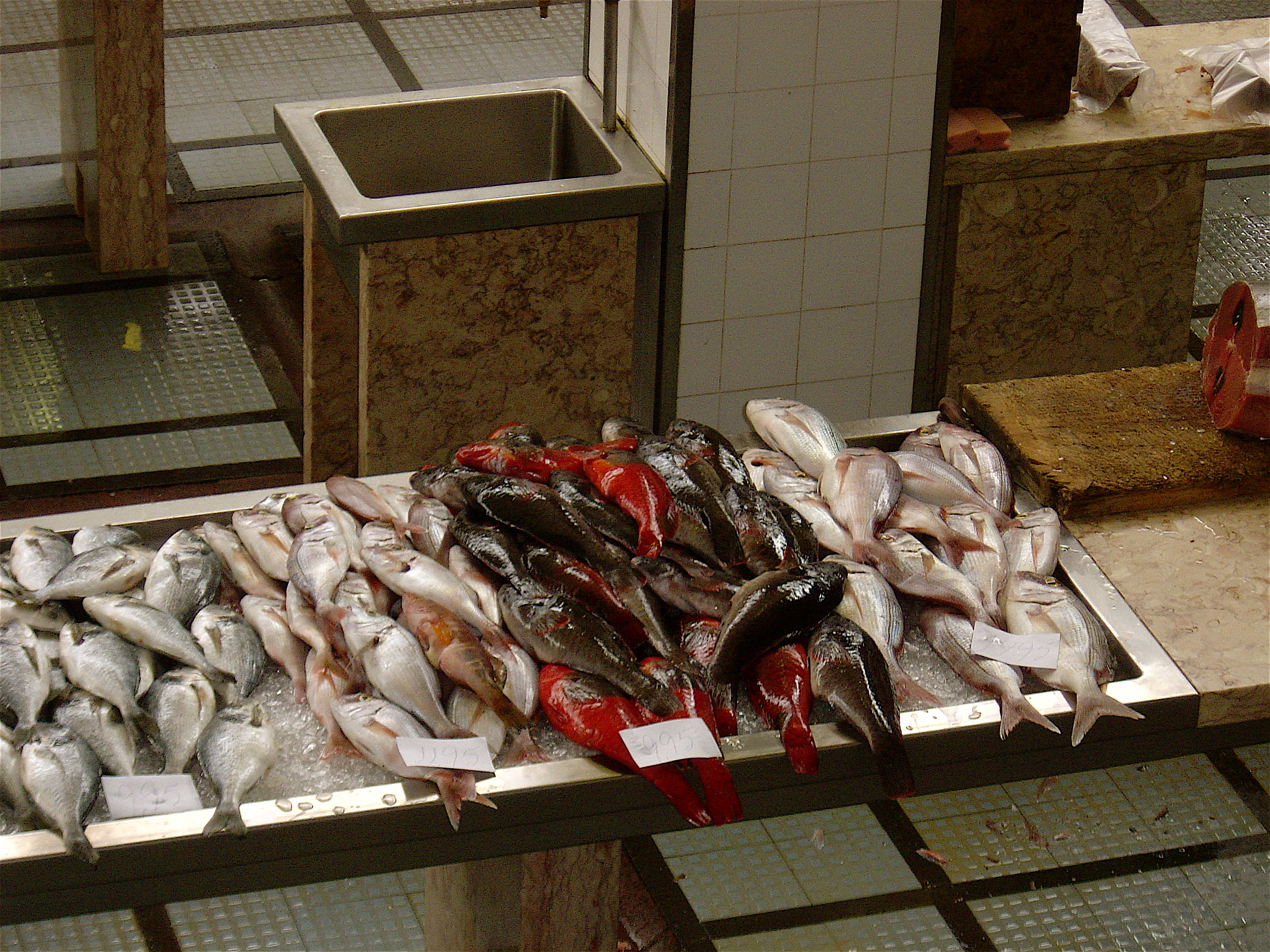
Poissonnerie
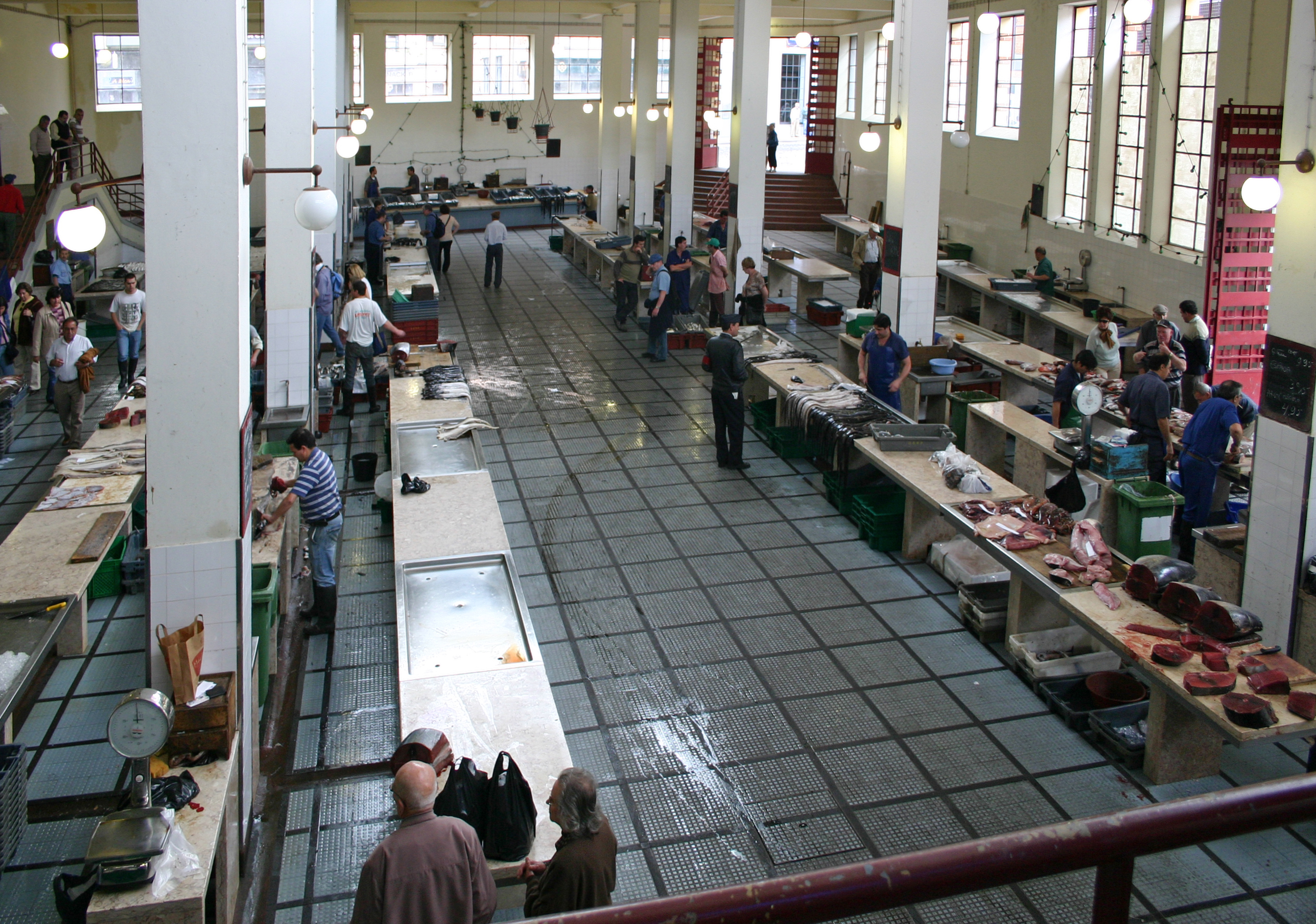
Poissonnerie
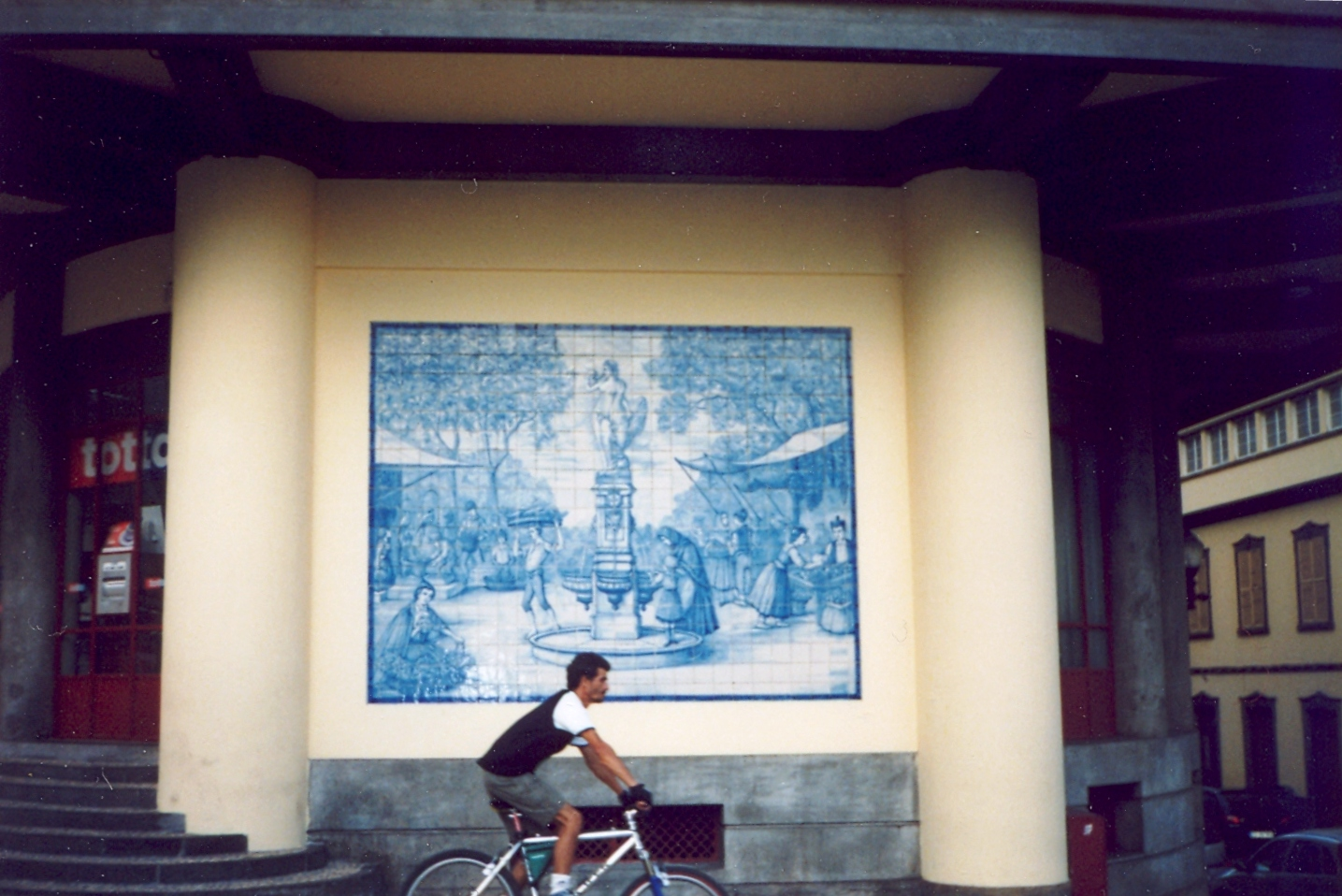
Azulejo à l'extérieur